# تود بريدجز
تود بريدجز (بالإنجليزية: Todd Bridges)‏ مواليد 27 مايو 1965 في سان فرانسيسكو، هو ممثل وكوميدي أمريكي بدأ مسيرته الفنية سنة 1975.

## الأعمال

### أفلام
- هذا هو ابني (2012)

### مسلسلات
- بارني ميلر (1975)
- بيت صغير على المرج (1977) (بدور: سولومون هنري)
- ذا والتونز (1977) (بدور: جوش فوستر)
- قارب الحب (1978)
- ديفرنت ستروكس (1978) (بدور: ويليس جاكسون)
- حقائق الحياة (1979) (بدور: ويليس جاكسون)
- لاسي الجديدة (1991)
- ذا ينغ أند ذا رستلس (2002)

## روابط خارجية
- تود بريدجز على موقع IMDb (الإنجليزية)
- تود بريدجز على موقع ألو سيني (الفرنسية)
- تود بريدجز على موقع أول موفي (الإنجليزية)
- تود بريدجز على موقع إن إن دي بي (الإنجليزية)
- تود بريدجز على موقع قاعدة بيانات الفيلم (الإنجليزية)
- تود بريدجز على موقع كينوبويسك (الروسية)